# Saison 1927 de la NFL
Navigation
Édition précédente Édition suivante
La saison 1927 de la NFL est la huitième saison de la National Football League. Elle voit le sacre des Giants de New York.